# دماراتوس اهل کورینت
دماراتوس اهل کورینت (به لاتین: Demaratus Corinthius) پدر لوکیوس تارکوئینیوس پریسکوس، پنجمین پادشاه روم، بود.

## نسب
او از شهروندان بانفوذ و ثروتمند کورینت و از خاندان باکخیادها بود که در سده‌های هشتم و هفتم قبل از میلاد بر کورینت حکومت می‌کردند و خود را از نسل هراکلس می‌دانستند.

## مهاجرت به روم
در سدهٔ هفتم ق. م، دماراتوس شهرش را ترک کرد زیرا با جبّاریت حاکم آنجا، کیپسلوس، سر سازگاری نداشت. پس چون شهر زادگاهش را به مقصد شبه‌جزیره ایتالیا ترک کرد، به شهر اتروسکی و آباد تارکوئینیئی (امروزه تارکوئینیا) پا نهاد و آنجا زنی اختیار کرد و او را دو پسر آمد که یکی را لوکومو (لوکیوس تارکوئینیوس پریسکوس بعدی) نام کرد و دیگری را آرونس. آرونس کمی زودتر از پدرش درگذشت و همسرش را آبستن باقی گذاشت. کمی پس از مرگ پسر جوان، دماراتوس نیز درگذشت و چون از حاملگی عروسش خبر نداشت، در وصیت‌نامه‌اش اشاره‌ای به نوه‌اش نکرد، و پسر بزرگ‌ترش، لوکومو، وارث اموالش شد و نوهٔ بداقبال، که مانند پدرش آرونس نام داشت، بی‌آنکه سهمی از اموال پدر و پدربزرگش برده باشد به‌دنیا آمد و از جهت فقر و نداری‌اش به اگریوس ملقب شد که در زبان لاتین به‌معنای «مستمند» است.

## تأثیر فرهنگی
طبق گفتهٔ تاکیتوس، اهمیت تاریخی دماراتوس، جدای از اینکه پدر پنجمین پادشاه روم بود، این بود که الفبای یونانی را با خود به تارکوئینیئی آورد.

## نوادگان

### خاندان تارکوئینیان
فرزند ارشدش، لوکومو، با ارث او ثروتمند شد و با زنی از اشراف تارکوئینیئی به نام تاناکوئیل ازدواج کرد و، به‌توصیهٔ او، برای بهبود موقعیت اجتماعی‌اش باهم به شهر تازه‌تأسیس روم مهاجرت کردند و در آنجا نام «لوکیوس تارکوئینیوس پریسکوس» را بر خویش نهاد و به‌کمک ثروت همسرش و با خوش‌خدمتی و زرنگ‌بازی توانست نام خود را معروف رومیان کند، چنان‌که به دربار پادشاه روم، آنکوس مارکیوس، نیز راه یافت و به‌تدریج جزو محارم شاه شد و حتی پس از مرگ شاه چنان زرنگی کرد که، در حدود ۶۱۶ ق. م، به‌عنوان پنجمین پادشاه روم نیز برگزیده شد. سپس، دخترش تارکوئینیا را به عقد ازدواج سرویوس تولیوس، یکی از نمک‌پروردگانش، درآورد. پس از کشته شدن تارکوئینیوس پریسکوس در حدود ۵۷۸ ق. م، ملکه تاناکوئیل دامادشان سرویوس تولیوس را به جانشینی او نصب کرد. تارکوئینیوس پریسکوس دو پسر به‌نام‌های آرونس و لوکیوس داشت که به‌ترتیب با تولیای جوان‌تر و تولیای بزرگ‌تر ــ دختران سرویوس ــ ازدواج کردند؛ سپس تولیای جوان‌تر و لوکیوس همسران خود را کشتند و با یکدیگر وصلت کردند و لوکیوس پدرزنش سرویوس را کشت و هفتمین و آخرین شاه روم شد و، به‌سبب اعمال بدش، ملقب به متکبر شد. لوکیوس متکبر سه فرزند به‌نام‌های تیتوس و آرونس و سکستوس داشت که هم در اواخر پادشاهی و هم در اوایل جمهوری نقش مهمی بازی کردند: سکستوس به زنی به‌نام لوکرتیا تجاوز کرد و با اینکار ناخواسته باعث خیزش مردم و براندازی پادشاهی روم و تأسیس جمهوری روم در ۵۰۹ ق.م. شد؛ آرونس نیز، پس از خلع و تبعید پدرش، در همین سال برای بازگشت به تاج‌وتخت روم در نبرد جنگل آرسیا ــ که نخستین جنگ سلطنت‌طلبان با جمهوری‌خواهان بود ــ مشارکت کرد و فرماندهی سواره‌نظام سلطنت‌طلبان را برعهده داشت و در نبرد تن‌به‌تن با فرماندهٔ جمهوری‌خواهان کشته شد و سلطنت‌طلبان شکست یافتند؛ تیتوس نیز در نبرد دریاچه رگیلوس (۴۹۶ یا ۴۹۹ ق. م) ــ که سومین و آخرین جنگ سلطنت‌طلبان برای بازگشت به تاج‌وتخت روم بود ــ به‌همراه پدرش شرکت داشت و شکست خورد.

### خاندان یونیان
لوکیوس یونیوس بروتوس، بانی جمهوری روم که از تجاوز سکستوس به لوکرتیا انتقام کشید، خواهرزادهٔ تارکوئینیوس متکبر بود، و چهار سده بعد یکی از نوادگان او به‌نام مارکوس یونیوس بروتوس ژولیوس سزار را کشت و ناجی جمهوری خوانده شد.

### خاندان کولاتیان
تارکوئینیوس پریسکوس در دوران سلطنتش شهر لاتین کولاتیا را تصرف کرد و برادرزاده‌اش اگریوس را به فرمانداری آن گماشت و اگریوس در آنجا صاحب پسری به‌نام لوکیوس تارکوئینیوس کولاتینوس شد و از آن پس فرزندان و نوادگانش نام خانوادگی کولاتینوس داشتند که یک صفت نسبی لاتین به‌معنای «منسوب به کولاتیا، اهل کولاتیا» است. این لوکیوس تارکوئینیوس کولاتینوس لوکرتیا را به زنی گرفت، زنی که مورد تجاوز سکستوس تارکوئینیوس (پسرِ تارکوئینیوس متکبر) واقع شد، و این واقعه منجر به خیزش مردم و براندازی پادشاهی و تأسیس جمهوری روم در ۵۰۹ ق.م.شد. کولاتینوس به‌همراه لوکیوس یونیوس بروتوس نخستین کنسول این جمهوری شد. بنابراین، نخستین کنسولان جمهوری روم هر دو از نوادگان دماراتوس بودند.

### خاندان مامیلیان
تارکوئینیوس متکبر دامادی به‌نام اکتاویوس مامیلیوس داشت که در سومین و آخرین جنگ سلطنت‌طلبان برای بازگشت به تاج‌وتخت روم، یعنی نبرد دریاچه رگیلوس، رهبر سلطنت‌طلبان و هواخواهان تارکوئینیوس بود. این نبرد با شکست سلطنت‌طلبان به پایان رسید و سال بعد (۴۹۵ ق. م) تارکوئینیوس درگذشت و از تنها فرزند باقی‌مانده‌اش، تیتوس، نیز خبری نشد و برای همیشه خاندان تارکوئینیان محو شدند تا جمهوری روم تحکیم شود.